# David M. Armstrong
Pour les articles homonymes, voir David Armstrong et Armstrong.
David Malet Armstrong (né le 8 juillet 1926 à Melbourne – mort le 13 mai 2014 à Sydney) est un philosophe australien appartenant au courant de pensée analytique. Chef de file de l'école réaliste australienne, ses derniers travaux se donnent pour objectif de construire une métaphysique réaliste « robuste ».
Armstrong a défendu le physicalisme en métaphysique, le réalisme scientifique dans le champ épistémologique, ainsi qu'une forme réductionniste de matérialisme en philosophie de l'esprit. Il a également développé une ontologie des états de choses (states of affairs) associée à une épistémologie des vérifacteurs (truthmakers).
David Armstrong joue un rôle crucial dans la réémergence de la question des universaux, posée désormais en lien étroit avec les acquis scientifiques contemporains.

## Biographie
Armstrong épouse Madeleine Annette Haydon en 1950 puis Jennifer Mary de Bohun Clark en 1982.
Il a servi dans la Royal Australian Navy.

## Parcours professionnel
Après avoir étudié à l'Université de Sydney, David Armstrong poursuit ses études en philosophie à l'Université d'Oxford, puis à l'Université de Melbourne où il obtient son doctorat. Il enseigne au Birkbeck College en 1954 et 1955, puis à l'Université de Melbourne jusqu'en 1963, avant d'intégrer à nouveau l'Université de Sydney en tant que professeur en titre. Il continue d'y enseigner jusqu'en 1992.

## Philosophie et métaphysique
David Armstrong a bâti un système philosophique qui couvre aussi bien le champ de la métaphysique que celui de l'épistémologie, afin de rendre compte de ce qui existe dans le monde, de la nature de ces choses et de la façon dont nous en prenons connaissance.

### Réalisme scientifique
La philosophie de David Armstrong est qualifiée par lui-même de « réaliste » car elle affirme l'existence métaphysique des « états de choses » et des propriétés. Armstrong argumente notamment en faveur de l'existence des états mentaux, des universaux et de toutes les notions du sens commun compatibles avec le physicalisme. Son réalisme en philosophie a fait de lui un adversaire du relativisme. Pour lui, des conceptions différentes du monde et irréductibles entre elles ne peuvent avoir la même légitimité à dire la vérité.
Selon Armstrong, l'existence est univoque (elle n'est pas affaire de degré ou de contexte) et il n'existe qu'un seul type de vérité – la vérité scientifique. Or la connaissance scientifique nous révèle un monde aux propriétés physiques. C'est donc dans le cadre strict du physicalisme que va se construire son système philosophique.

### Matérialisme et théorie de l'identitépsychophysique
David Armstrong est un philosophe « matérialiste ». Le matérialisme est chez Armstrong, plutôt qu'une doctrine arrêtée, une philosophie programmatique pour les sciences de l'esprit. Le programme qu'il définit peut se résumer ainsi : résoudre le problème de la place de l'esprit dans un univers physique (mind-body problem) en accomplissant deux types de tâches :
1. Comprendre comment on peut affirmer qu'un événement mental est un événement cérébral en s'appuyant sur les instruments de la logique ;
2. Découvrir en quoi la théorie de l'identité entre l'esprit et le cerveau est vraie en mettant à profit nos meilleures et dernières connaissances scientifiques sur la nature en général et le cerveau en particulier.

Ce problème de la place de l'esprit dans un univers physique, c'est celui de « l'esprit-cerveau », puisqu'il ne semble pas y avoir d'autre équivalent physique à ce que nous nommons l'esprit que le « système nerveux central », autrement dit, le cerveau.

#### Identité esprit-cerveau
Le matérialisme de David Armstrong est avant tout une théorie de l'identité entre le cerveau et l'esprit (y compris la conscience). Décrire un état mental telle qu'une perception de couleur, un désir ou une sensation de douleur, c'est en réalité décrire ce qui se passe dans un cerveau quand un certain type de processus physique se réalise.
Le but de cette identification de l'esprit au cerveau est de décrire et d'expliquer avec des concepts physiques (quantifiables et localisables) ce que nous décrivons et expliquons habituellement en termes mentaux. Cette forme de matérialisme est dite « physicaliste » et « réductionniste » car elle réduit les concepts mentaux (« désir », « sensation », « croyance », etc.) à des concepts physiques pour en rendre possible l'explication.
Le matérialisme d'Armstrong se présente ainsi comme une philosophie de l'esprit qui justifie l'approche scientifique de l'esprit et de la conscience. Sa théorie de l'identité psychophysique, notamment, propose une solution économique aux cinq grands problèmes de la philosophie de l'esprit que sont :
1. l'unité du corps et de l'esprit ;
2. la diversité « numérique » des consciences (problème de l'individuation de l'esprit) ;
3. l'interaction du corps et de l'esprit ;
4. l'émergence de l'esprit (en termes évolutionnistes);
5. l'intériorité de l'esprit[5] .

D'une façon générale, ces cinq problèmes trouvent leur solution lorsque l'on accepte de définir un état ou processus mental comme un état ou processus neurophysiologique qui produit d'autres états mentaux, cette production « appartenant encore à la causalité ordinaire, efficiente » .

#### Réalité des états mentaux
Cette théorie de l'identité psychophysique ne doit pas être confondue avec une conception éliminativiste de l'esprit, qui affirme quant à elle que l'esprit n'existe pas et que le discours mentaliste doit, à terme, être remplacé par un discours sur le cerveau ou le comportement. Au contraire, Armstrong affirme explicitement que les états mentaux existent. Le projet matérialiste ne consiste donc pas pour lui à faire disparaître les concepts associés à l'esprit mais plutôt à les expliquer.
Concrètement, si une question du type « Qu'est ce que vouloir ? Percevoir ? Agir ? » n'a pas d'intérêt scientifique pour le partisan du matérialisme éliminativiste, qui considère ces états mentaux comme des fictions ou des concepts erronés, pour Armstrong en revanche, cette question est pertinente du point de vue scientifique et philosophique et elle trouve sa réponse dans une explication physique.
Contre les conceptions béhavioristes de Ryle ou de Quine notamment, et contre le matérialisme éliminativiste de Rorty ou de Feyerabend (ou plus tard celui des époux Churchland), Armstrong défend donc une philosophie de l'esprit dite « réaliste », réaliste au sens où elle tente de justifier la réalité des états mentaux en montrant comment ceux-ci s'inscrivent dans la trame de la causalité physique.

#### Contingence de l'identité psychophysique
L'affirmation selon laquelle l'esprit est le cerveau, bien qu'elle soit une affirmation d'identité, est contingente et révocable, car elle n'établit aucune équivalence logique entre les concepts mentaux et les concepts neurophysiologiques. Armstrong insiste sur ce point :
« S'il y a quelque chose de certain en philosophie, c'est que "L'esprit est le cerveau" n'est pas une vérité logiquement nécessaire. »
La théorie de l'identité esprit-cerveau établit donc l'identité entre l'esprit et le cerveau non pas de façon analytique, mais empiriquement, en s'appuyant sur les sciences de l'esprit. La thèse de l'identité psychophysique est réfutable comme n'importe quel énoncé d'identité scientifique (comme l'énoncé : « l'eau est identique aux molécules H2O », par exemple).

### Expérience et connaissance

#### Réalisme direct
Dans Perception and the Physical World, Armstrong a développé des arguments en faveur du « réalisme direct » au sujet de la perception que nous avons du monde. La perception nous mettrait en relation directe avec les objets physiques. Selon Armstrong, la fonction biologique de la perception consiste dans l'acquisition de croyances à propos des choses qui nous environnent. Chacune de nos croyances s'inscrit dans un système de croyances et ne peut émerger isolément à partir notre expérience.

#### Sensations et perceptions
Dans Bodily Sensations, Armstrong propose de concevoir les sensations corporelles (dites « somatiques ») en termes de perceptions. Une sensation est la  perception qu'a un organisme de son propre corps. Sentir, c'est percevoir son propre corps sous certaines caractéristiques. Par exemple, ressentir une douleur à tel endroit du corps, c'est percevoir un dysfonctionnement local du corps à cet endroit. Dans le cas de la douleur, s'ajoute à la perception du corps propre une « attitude caractéristique » –  l'aversion – de la même façon que l'attitude caractéristique de peur accompagne la perception d'un danger imminent.
Cette expérience perceptive, tout comme la perception du monde extérieur, est accompagnée de croyances susceptibles d'être vraies ou fausses. Les sensations corporelles  sont véridiques le plus souvent, mais elles peuvent être illusoires : nous pouvons nous tromper sur l'état de notre corps (comme le montre parfaitement l'exemple du « membre fantôme » qui reste douloureux après son amputation).

#### Croyances et connaissances
Selon l'expression empruntée à Ramsey, les croyances sont des « cartes mentales au moyen desquelles nous nous dirigeons ». Armstrong a également proposé de concevoir la connaissance non plus en termes de justifications de nos croyances (connaissance = croyance vraie justifiée), mais en termes de relations de causalité entre nos croyances et le monde. Une croyance peut se révéler vraie par accident et ne pas constituer alors une authentique connaissance. Pour qu'une croyance vraie constitue à proprement parler une connaissance, il faut qu'elle soit dans un certain rapport de causalité avec l'état de choses qu'elle décrit.

### Métaphysique du temps
La métaphysique du temps défendue par Armstrong repose sur la notion de « phase » du temps (temporal stage). L'identité à travers le temps réside dans le fait de posséder des phases ou parties temporelles. Celles-ci sont connectées les unes aux autres en tant qu'elles participent à un même parcours d'existence. Chaque moment de la vie d'une personne est une phase ou partie temporelle de cette personne. Le temps présent n'est que l'une de ces innombrables phases, et il n'a aucun privilège ontologique sur les deux autres : passé et futur. Ainsi, mes actions passées et futures sont-elles toutes des actions réalisées par des « phases de personne » qui appartiennent au même parcours d'existence que la phase de personne qui rédige cette phrase.

### Vérifacteurs, universaux, états de choses

#### Vérifacteurs
La notion de « vérifacteur », forgée assez tardivement par Armstrong, s'est révélée centrale dans sa philosophie. Un vérifacteur est ce qui cause la vérité d'un énoncé ou d'une relation de prédication (ex. : « Les hommes sont des mammifères »). Si un énoncé est vrai, alors il doit exister quelque chose qui le rend vrai ; de même, si un prédicat quelconque s'applique à quelque chose, il doit exister quelque chose qui rend vrai le fait qu'un prédicat s'y applique.
Pour Armstrong, ce qui rend vrai le fait que des prédicats s'appliquent à des individus ou objets (« particulars »), ce sont les propriétés ou universaux que ces individus possèdent.

#### Universaux
Toutes les propriétés qui rendent vrais un énoncé ou une relation de prédication existent dans la nature, y compris les universaux. Les universaux ne sont donc pas seulement des concepts que nous utilisons pour classifier les choses. Armstrong s'oppose ainsi à la conception nominaliste des universaux qui, selon lui, ne rend pas compte du fameux problème de « l'unité à travers le multiple » (ce qui unifie les choses qui ont une propriété en commun). Il s'oppose également à la conception « platonicienne » selon laquelle les universaux existent ou peuvent exister sans être instanciés ou exemplifiés dans les choses. Il rejoint plutôt la position « aristotélicienne » sur cette question : les propriétés et les universaux existent, mais ils n'existent pas en dehors des choses dans lesquelles ils sont instanciés.
Il revient à la science empirique d'identifier a posteriori  les véritables universaux. Le philosophe énumère, pour sa part, les conditions purement formelles qu'il leur faut remplir. Armstrong défend ainsi une forme particulière de réalisme scientifique qui n'exclut pas la philosophie du champ de la connaissance.

#### États de choses
Dans son ouvrage le plus récent A World of States of Affairs , Armstrong soutient que la meilleure façon de comprendre ses idées concernant les universaux, les lois naturelles, les vérifacteurs et la notion de possibilité (concepts-clés de sa philosophie), est d'adopter une métaphysique des « états de choses » (states of affairs). Les états de choses sont des « choses possédant des propriétés ». Les universaux peuvent se définir ainsi simplement comme des « types » d'états de choses ; les lois de la nature comme des relations entre ces types, etc.
Pour Armstrong, le monde n'est pas l'ensemble de toutes les choses qui existent, comme semblait le penser Quine. Il est la somme de tous les états de choses réalisés dans l'espace-temps .

## Influence
David Armstrong s'inscrit dans l'histoire de la philosophie analytique parmi les « bâtisseurs de système », et ses contributions en métaphysique analytique, en épistémologie et en philosophie de l'esprit sont reconnues comme majeures et novatrices.
L'influence centrale de David Armstrong dans le champ de la philosophie analytique a contribué au renouveau de la métaphysique au XXe siècle ainsi qu'au développement du matérialisme au sein de ce qui sera désigné comme l' « école australienne de philosophie ». On parlera aussi de « matérialisme australien » pour qualifier la conception réductionniste de l'esprit adoptée par Armstrong à la suite de ses compatriotes Ullin Place et Jack Smart.

### Œuvres philosophiques

#### Livres
- Berkeley's Theory of Vision: A Critical Examination of Bishop Berkeley's Essay towards a New Theory of Vision. Melbourne: Melbourne University Press, 1960.
- Bodily Sensations. London: Routledge & K. Paul, 1962.
- Perception and the Physical World. London: Routledge & K. Paul, 1961.  (ISBN 0-7100-3603-5)
- (en) A Materialist Theory of the Mind, Londres, Routledge & K. Paul, 1993, 2e éd. (1re éd. 1968).
- Belief, Truth and Knowledge. London: Cambridge University Press, 1973,  (ISBN 0-521-08706-6)
- Universals and Scientific Realism, Cambridge, Cambridge University Press, 1978 (ISBN 0-521-21741-5).
  - Nominalism and Realism, vol. I.
  - Theory of Universals, vol. II.
- The Nature of Mind and Other Essays. St. Lucia: University of Queensland Press, 1980.  (ISBN 0702215287)
- What is a Law of Nature? Cambridge: Cambridge University Press, 1983.  (ISBN 0-521-25343-8)
- A Combinatorial Theory of Possibility. Cambridge: Cambridge University Press, 1989.  (ISBN 0-521-37427-8)
- Universals: An Opinionated Introduction. Boulder, CO: Westview Press, 1989.  (ISBN 0-8133-0772-4)
- * (en) A World of States of Affairs, Cambridge, Cambridge University Press, 1993, 2e éd. (1re éd. 1997) (ISBN 0-521-58064-1).
- The Mind-Body Problem: An Opinionated Introduction. Boulder, CO: Westview Press, 1999.  (ISBN 0-8133-9056-7)
- Truth and Truthmakers. Cambridge University Press, 2004.  (ISBN 0-521-83832-0)

#### Textes traduits en français
- Les Universaux. Une introduction partisane. Ithaque, 2010.
- "Vérifacteurs pour des vérités modales", Revue de métaphysique et de morale, 4, 2002.
- "Vérité et vérifacteurs", dans Jean-Maurice Monnoyer (dir.), La structure du monde. Renouveau de la métaphysique dans l’École australienne de philosophie, Vrin - Recherches sur la philosophie et le langage.
- Les universaux comme attributs, in Textes clés de la Métaphysique contemporaine, E. Garcia et F. Nef (eds), Vrin, 2007.
- "Cygnes noirs. Les influences formatrices dans la philosophie australienne", traduction française par Bruno Langlet.

### Études
- John Bacon, Keith Campbell & Lloyd Reinhardt (eds.), Ontology, Causality, and Mind: Essays in Honor of D.M. Armstrong, Cambridge, Cambridge University Press, 1993. [ (ISBN 0-521-41562-4)]
- R. J. Bogdan (ed.), D.M. Armstrong, Dordrecht, Reidel, 1984. [ (ISBN 90-277-1657-9)]
- J.-M. Monnoyer (ed.), La structure du monde. Objets, propriétés, états de choses. Renouveau de la métaphysique dans l'école australienne de philosophie, Paris, Vrin, 2004, 664 p.
- D. Seron, « Métaphysique phénoménologique », Bulletin d'Analyse Phénoménologique, I/2, 2005, p. 3-173 ; II/2, 2006, p. 3-75.
- Le numéro de la Revue de métaphysique et de morale, « Métaphysique et Ontologie : perspectives contemporaines », 4, 2002.
- Le numéro de l'Australasian Journal of Philosophy consacré à la philosophie de David Armstrong: "The philosophy of David Armstrong", 84, juin 2006.